# Sąd Okręgowy w Krakowie
Sąd Okręgowy w Krakowie – organ wymiaru sprawiedliwości z siedzibą przy ul. Przy Rondzie 7 w Krakowie. Przynależy do jurysdykcji Sądu Apelacyjnego w Krakowie.

## Status prawny
Sąd okręgowy jest państwową jednostką organizacyjną nieposiadającą osobowości prawnej. W polskim wymiarze sprawiedliwości jest zasadą, że w pierwszej instancji orzeka sąd rejonowy, natomiast sąd okręgowy orzeka jako sąd pierwszej instancji tylko w sprawach o zbrodnie i niektóre występki. Na wniosek sądu rejonowego sąd apelacyjny może przekazać sądowi okręgowemu do rozpoznania w I instancji sprawę o każde przestępstwo ze względu na szczególną wagę lub zawiłość tej sprawy.
Sąd Okręgowy stanowi element władzy sądowniczej sprawującej wymiar sprawiedliwości na podstawie Konstytucji RP. Sposób organizacji Sądu reguluje ustawa o ustroju sądów powszechnych, a także akty wykonawcze. 
Obszar właściwości:
- Sąd Rejonowy dla Krakowa - Nowej Huty w Krakowie
- Sąd Rejonowy dla Krakowa - Podgórza w Krakowie
- Sąd Rejonowy dla Krakowa - Śródmieścia w Krakowie
- Sąd Rejonowy dla Krakowa - Krowodrzy w Krakowie
- Sąd Rejonowy w Chrzanowie
- Sąd Rejonowy w Miechowie
- Sąd Rejonowy w Myślenicach
- Sąd Rejonowy w Olkuszu
- Sąd Rejonowy w Oświęcimiu
- Sąd Rejonowy w Suchej Beskidzkiej
- Sąd Rejonowy w Wadowicach
- Sąd Rejonowy w Wieliczce

## Struktury organizacyjne
Sądy okręgowe funkcjonują w strukturach sądów powszechnych, które rozstrzygają wszelkie sprawy z zakresu prawa karnego, cywilnego, rodzinnego i opiekuńczego oraz prawa pracy i ubezpieczeń społecznych, które nie są zastrzeżone dla innych sądów.
W Sądzie Okręgowym w Krakowie utworzono następujące wydziały:
- Wydział I Cywilny.
- Wydział II Cywilny Odwoławczy.
- Wydział III Karny.
- Wydział IV Karny Odwoławczy.
- Wydział V Penitencjarny.
- Wydział VI Karny.
- Wydział VII Pracy i Ubezpieczeń Społecznych.
- Wydział IX Gospodarczy.
- Wydział X Wizytacyjny.
- Wydział XI Cywilny Rodzinny.
- Wydział XII Gospodarczy Odwoławczy.

## Historia
W 1855 roku w Galicji zorganizowano jednolity system sądownictwa powszechnego. W Krakowie utworzono Cesarsko-Królewski Sąd Krajowy jako trybunał pierwszej instancji dla Miasta Krakowa i jego okręgu. Sądem I instancji był Sąd Miejsko-Delegowany, którego zakresem właściwości w pozostałej części Galicji sprawowały urzędy powiatowe. W 1868 roku urzędy powiatowe zostały zastąpione przez CK Sądy Powiatowe. W 1898 roku CK Sąd Miejsko-Delegowany podzielono na sądy powiatowe: Cywilny i Karny w Krakowie. Instancję apelacyjną dla urzędów i sądów powiatowych stanowił jednolity CK Sąd Krajowy, z którego w 1871 roku wydzielono CK Sąd Krajowy Karny. Trybunałami apelacyjnymi dla sądów krajowych i obwodowych były Cesarsko-Królewskie Sądy Krajowe Wyższe w Krakowie i Lwowie. W 1914 roku obszar właściwości CK Sądu Krajowego w Krakowie obejmował okręgi: krakowski, jasielski, nowosądecki, rzeszowski, tarnowski i wadowicki.
1 stycznia 1919 roku sądownictwo w Galicji zostało przejęte przez polskie Ministerstwo Sprawiedliwości. Sąd Krajowy Wyższy został przemianowany na Sąd Apelacyjny, a Sądy Krajowe i Obwodowe zostały przemianowane na Sądy Okręgowe. 1 stycznia 1929 roku weszło w życie nowe prawo o ustroju sądów powszechnych. W Krakowie działały: Sąd Grodzki, Sąd Okręgowy i Sąd Apelacyjny. W latach 1929–1933 działał również Sąd Grodzki w Podgórzu. Podczas II wojny światowej sądy były poddane nadzorowi władz okupacyjnych, a także działały niemieckie sądy powszechne i sąd specjalny.
Po 1945 roku w Krakowie funkcjonowały: Specjalny Sąd Karny, Wojskowy Sąd Rejonowy i delegatura Komisji Specjalnej do Walki z Nadużyciami i Szkodnictwem Gospodarczym. 1 stycznia 1951 roku Sąd Okręgowy został zniesiony, a sądy grodzkie przemianowane na powiatowe.
W 1975 roku sądy powiatowe zostały przemianowane na sądy rejonowe. 1 stycznia 1999 roku został utworzony sąd okręgowy.

## Kontrowersje
W styczniu 2023 poseł Grzegorz Braun zabrał z holu Sądu Okręgowego w Krakowie stojącą tam choinkę; po czym wrzucił ją do kosza na śmieci stojącego na ulicy. Powodem działania Brauna były znajdujące się na choince bombki z symbolami Unii Europejskiej, Ukrainy i społeczności LGBTQ+.